# Pflegschloss Bärnau

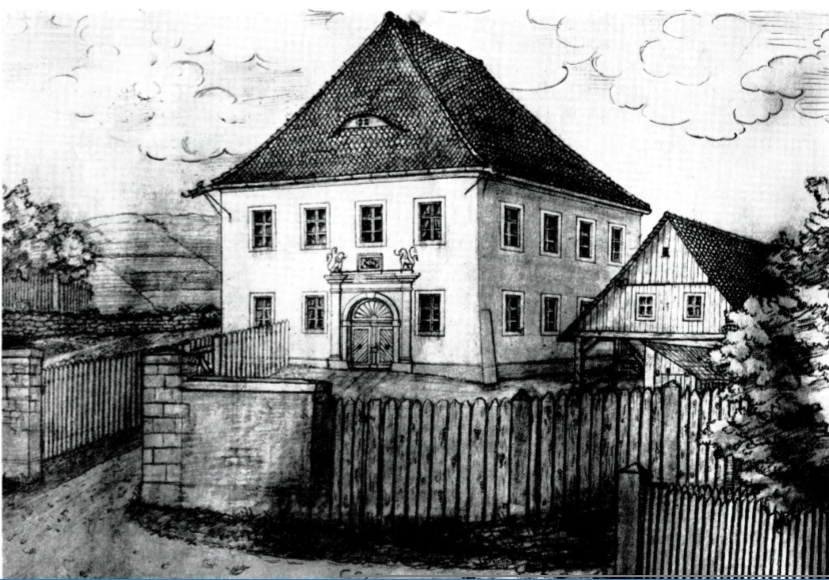
Zeichnung des Pflegschlosses Bärnau von L. Zandt von 1912

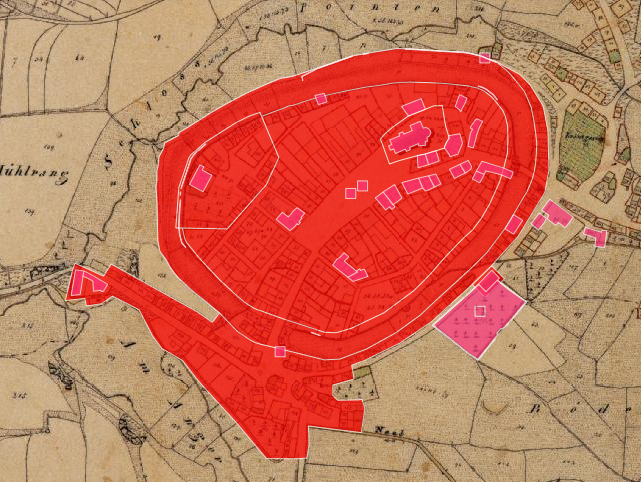
Lageplan des Pflegschlosses Bärnau auf dem Urkataster von Bayern

Das abgegangene Pflegschloss Bärnau befand sich im Nordwesten der Oberpfälzer Stadt Bärnau in einer Ecke innerhalb der Stadtmauer (Schlossgasse). Die Stadtpfarrkirche St. Nikolaus daneben lag etwas höher als das Schloss. Im ehemaligen Bereich der mittelalterlichen Burg sind untertägige archäologische Befunde nachgewiesen. Die Anlage wird als Bodendenkmal unter der Aktennummer D-3-6140-0085 im Bayernatlas als „archäologische Befunde des abgegangenen frühneuzeitlichen Schlosses von Bärnau, zuvor mittelalterliche Burg“ geführt.

## Geschichte
1312 verkauften Adalbert von Seeberg und Heinrich der Ältere, Vogt von Plauen, das Schloss Bärnau mit Griesbach und Hohenthan dem Kloster Waldsassen, dem sie bereits seit 4. Juni 1296 von König Adolf von Nassau um 200 Schock Groschen verpfändet waren. 1311 wurde als Richter von „Pernowe“ ein „Konrad von Haslau“ genannt, der von Untertanen des Klosters getötet wurde. Im Zusammenhang mit der Verleihung des Stadtrechts (erstmals am 3. September 1343 durch Kaiser Ludwig, nochmals bestätigt am 2. März 1354 durch König Karl IV.), und der Einrichtung der Bärnauer Bannmeile wurde zu Bärnau ein „amptmann“ genannt, der diese Bannmeile überwachen sollte. Er wurde unter König Wenzel IV. Pfleger und fungierte zusammen mit der Stadt als Richter; Richter und Pfleger war damals Otyken von Lazowitz.
Mit der Absetzung von König Wenzel IV. als „unwirdiger hanthaber des heiligen römischen reiches“ eroberte Pfalzgraf Johann das Gebiet um Bärnau, das 1405 der Kurpfalz einverleibt wurde und die „ambtleute zu Bernaw“ mussten dem neuen Landesherren den Treueeid schwören. Seit dieser Änderung wurde ein neues Siegel in Gebrauch genommen, das noch heute verwendet wird (auf gepunktetem Untergrund ein Bär mit einem gevierteten Schild, in dem der pfälzische Löwe mit den wittelsbachischen Rauten wechselt). Damit wurde ein kurpfälzisches Pflegamt installiert. Weiterhin erhielt der Pfleger von Bärnau auch die halsgerichtliche Obrigkeit über das Kloster Waldsassen, diesem verblieb die niedere Gerichtsbarkeit über seine Untertanen; die Aufteilung blieb aber strittig. Bis zur Neuordnung der Ämter Anfang des 19. Jahrhunderts blieb der Amtsbereich des Pflegamtes Bernau bestehen (Ellenfeld, Dürnkonreuth, Naab, Hofmark Thanhausen, Landsassengüter Wendern und Herrmansreuth, Gut Heimhof, sowie die sogenannten nordöstlich von Neustadt an der Waldnaab gelegenen „Plattenbergischen Untertanen“ in den Dörfern Rozendorf, Wurms und Wurmsgefäll). Das Burggut galt als ritterliches Beutellehen im Besitz des Magistrats der Stadt Bärnau.

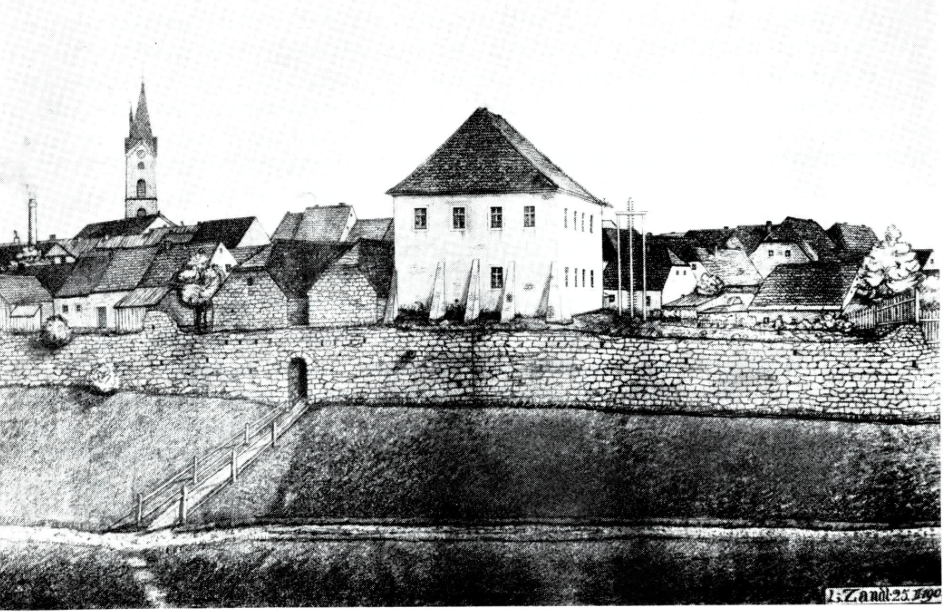
Foto von Schloss Bärnau mit Stadtmauer von L. Zandt, vor 1900

Bei dem Stadtbrand von 1839 war das Schlossgebäude als eines der wenigen Bauwerke nicht betroffen. Danach wurde es als Schul- und als Rathaus verwendet. Mit Beschluss vom 8. Juni 1894 wurde das alte Schloss abgerissen und an dessen Stelle die ehemalige Knabenschule errichtet; diese wurde später in einen Kindergarten bzw. aktuell in ein Jugendtreff umgewandelt.